# 群馬県道137号箕郷板鼻線
群馬県道137号箕郷板鼻線（ぐんまけんどう137ごうみさといたばなせん）とは、群馬県高崎市西明屋の群馬県道26号高崎安中渋川線から同県安中市板鼻の群馬県道26号高崎安中渋川線までを結ぶ県道（一般県道）である。

## 歴史
- 1959年（昭和34年）9月18日：群馬県より現・道路法に基づき、前身にあたる県道前橋安中線（前橋市 - 群馬郡群馬町 - 箕郷町 - 榛名町 - 安中市大字板鼻、整理番号13）・県道板鼻箕郷前橋線（安中市大字板鼻 - 群馬郡榛名町 - 群馬町 - 前橋市総社町総社、整理番号56）として路線認定される[1]。
  - 同日、前々身路線にあたる県道板鼻室田線（安中市大字板鼻 - 群馬郡榛名町大字下室田、整理番号103）、県道室田総社線（群馬郡榛名町 - 前橋市総社町総社、整理番号104）が路線廃止される[2]。
- 1976年（昭和51年）10月12日：群馬県より、県道箕郷板鼻線（群馬郡箕郷町 - 安中市板鼻、整理番号330）として路線認定される[3]。
- 1983年（昭和58年）1月17日：前身にあたる前橋安中線（前橋市 - 群馬郡群馬町 - 箕郷町 - 榛名町 - 安中市大字板鼻、整理番号113）を廃止[4]。

## 路線状況

### バイパス道路
- 上芝バイパス

### 道路施設
- 中河原橋（鳥川、高崎市神戸町 - 同市上大島町）

## 地理

### 通過する自治体
- 群馬県
  - 高崎市 - 安中市

### 交差する道路
- 群馬県道26号高崎安中渋川線（高崎市箕郷町西明屋・箕郷支所交差点）
- 群馬県道28号高崎東吾妻線 （高崎市箕郷町上芝・上芝交差点）
- 群馬県道26号高崎安中渋川線（高崎市箕郷町上芝・上芝西交差点）
- 群馬県道29号あら町下室田線 （高崎市高浜町・高浜交差点 - 同市神戸町・鳥井沢交差点）
- 国道406号〈くだもの街道〉（高崎市下里見町・下里見交差点）
- 群馬県道10号前橋安中富岡線 （安中市板鼻・板鼻陸橋下交差点 - 板鼻二丁目交差点）
- 群馬県道26号高崎安中渋川線（安中市板鼻）

### 沿線
- 金龍寺（高崎市箕郷町上芝）
- 鳴沢湖・成沢ダム（高崎市箕郷町富岡）
- 白岩観音長谷寺（高崎市白岩町）
- 榛名高浜郵便局（高崎市高浜町）
- 高浜クリーンセンター（高崎市高浜町）
- 板鼻郵便局（安中市板鼻2丁目）